# Декларација о независности Крима
Декларација о независности Крима је документ којим је проглашена независност Републике Крим и града Севастопоља од Украјине. Република Крим је формирана од територије Аутономне Републике Крим, једне од административних јединица Украјине. Независност је проглашена од стране Врховног Савета Аутономне Републике Крим и Савета града Севастопоља.

## Позадина
Као основ за проглашење независности узете су одредбе устава организације Уједињених нација, као и других међународних докумената, признавање права народа на самоопредељење и одлука Међународног суда правде по којој проглашењем независности Косова није прекршено међународно право.

## Усвајање
Декларација је усвојена од стране Врховног савета Аутономне Републике Крим на ванредној пленарној седници 11. марта 2014. (потписана од стране председника Врховног савета Аутономне Републике Крим Владимира Константинова) и Градског већа Севастопоља на ванредној пленарној седници 11. марта 2014. (потписана од стране председавајућег Градског већа Севастопоља Јурија Доиникова). За усвајање декларације о независности Крима је гласало 78 посланика Врховног савета Аутономне Републике Крим.

## Одредбе Декларације
- У случају да грађани који су прихватили да 16. марта 2014. учествују на референдуму о статусу Крима одлуче да се Крим придружи Русији, Крим ће бити проглашен за независну и суверену државу са републиканским обликом владавине.
- Република Крим ће бити демократска, секуларна и мултиетничка држава.
- Република Крим ће се, као независна и суверена држава, а у случају релевантних резултата референдума, обратити Руској Федерацији са предлогом уласка Републике Крим у састав Руске Федерације.